# Phytomyza smyrnii
Phytomyza smyrnii är en tvåvingeart som beskrevs av Spencer 1954. Phytomyza smyrnii ingår i släktet Phytomyza och familjen minerarflugor.
Artens utbredningsområde är Portugal. Inga underarter finns listade i Catalogue of Life.